# Akko (género)
Akko es un género de peces de la familia de los Gobiidae en el orden de los Perciformes.

## Morfología
- Boca grande y casi vertical.
- La mandíbula superior es ligeramente extensible.
- Los caninos son muy largas y ampliamente separadas.
- La mandíbula inferior tiene dos filas de dientes.
- Ojos diminutos (2-3% de la longitud de la cabeza.
- No presentan línea lateral.
- Aleta dorsal y anal unidas a la aleta caudal.
- El cuerpo tiene escamas pequeñas, lisas y no superpuestas, mientras que la cabeza y la base de la aleta pectoral no tienen